# Ла-Шо-де-Фон (футбольный клуб)
«Ла-Шо-де-Фон» (фр. La Chaux-de-Fonds) — швейцарский любительский футбольный клуб, расположенный в городе Ла-Шо-де-Фон. Клуб был основан в 1894 году и является одним из старейших швейцарских клубов. В середине 20-го века клуб четырежды выигрывал чемпионат Швейцарии, а также, 6 раз кубок Швейцарии. С 1987 команда играла в Челлендж-лиге, а в 2009-м году клуб был признан банкротом и отправлен во Вторую лигу (пятый уровень швейцарского футбола), где и играет до сих пор.

## Достижения
- Национальная лига А
  -  Чемпион (4): 1918/19, 1953/54, 1954/55, 1963/64
  -  Вице-чемпион (2): 1916/17, 1955/56
  -  Бронзовый призёр (7): 1930/31, 1948/49, 1950/51, 1956/57, 1959/60, 1961/62, 1962/63

- Кубок Швейцарии:
  -  Обладатель (6): 1947/48, 1950/51, 1953/54, 1954/55, 1956/57, 1960/61
  -  Финалист (1): 1963/64

## Известные игроки
- Андре Абегглен
- Паль Чернаи